# Henri Dodier
Pour les articles homonymes, voir Dodier.
Henri Edouard Dodier, né le 22 mai 1882 à Vendôme, mort le 19 décembre 1969, dans le XIVe arrondissement de Paris, enseignant français en mathématiques, inspecteur d'enseignement sous le régime de Vichy.

## Biographie
Originaire de Vendôme, fils d’Auguste Dodier, professeur au lycée de Vendôme et de Marie Jouannault, Henri Dodier est élève au lycée de Laval, puis étudiant en sciences en 1903. Il obtient l’agrégation de mathématiques en 1911. Soldat en 1904, il accède au grade de lieutenant lors de la Première Guerre mondiale où il obtient la croix de guerre.  Il participe à la commission d'expériences d'artillerie à Gâvres vers la fin de 1917-1918 en particulier par des travaux sur les calculs de trajectoires pour le tir contre les avions.
Censeur des études au lycée de Besançon en 1919, professeur de mathématiques au lycée de Nantes en 1919, proviseur du lycée de Belfort en 1921, puis du lycée français de Düsseldorf en 1923, il devient capitaine en 1925. Il est proviseur du lycée David-d’Angers à Angers en 1925, puis au lycée du Parc à Lyon en 1931, puis proviseur du lycée Saint-Louis à Paris en 1937.
Proche du régime de Vichy, il remplace comme inspecteur de l’académie de Paris Marcel Abraham, relevé de ses fonctions le 1er octobre 1940. Adjoint du directeur de l’enseignement secondaire en zone occupée pendant l’Occupation (1940-1944), puis inspecteur général de l’enseignement secondaire en mathématiques, il sert d’agent de liaison entre monseigneur Suhard, originaire de la Mayenne, et Jérôme Carcopino pour un système de financement de l’école privée catholique, par des subventions de l’État, en juillet 1941,.
Il est relevé de ses fonctions et mis en retraite en 1945, à l'âge de 63 ans. Son successeur sera Gustave Monod, nommé par arrêté du 30 septembre 1945
Inspecteur général honoraire de l’Instruction publique, il est élu membre de l’Académie du Maine en 1958.
Son frère Jean Dodier (1893-1981) est Polytechnicien, il réalise aussi plusieurs publications pour l'artillerie française. Ingénieur, il est inspecteur de l'Administration générale des phares de l'ancien Empire ottoman.

## Distinctions
Il est chevalier de la Légion d’honneur en 1926 au titre militaire, puis officier en 1937.

## Publications
- Lycées français de Düsseldorf. Discours prononcés aux distributions solennelles des prix de 1924 et de 1925. [Discours prononcé par M. Angelloz le 12 juillet 1924. Discours prononcé par M. H. Dodier le 9 juillet 1925.]. Paris, E. M. Lelièvre, 1925. In-8°, 32 p. Discours prononcés aux distributions solennelles des prix de 1924 et de 1925 ;
- Mémorial de l'Artillerie française, Imprimerie Nationale, Méthodes de calcul des trajectoires, 1927; avec Georges Valiron, Calcul des trajectoires curvilignes par arcs et des altérations  d'après les méthodes américaines, 1927[16] ;
- À la recherche de la paix scolaire : Quelques souvenirs sur S. É. le cardinal Suhard, archevêque de Paris, années 1940 à 1949... Lettre-préface de M. Jérôme Carcopino, Laval : Goupil, 1953, in-16, 71 p.